# Philippe Alméras
Pour les articles homonymes, voir Alméras.
 (mai 2016).
Si vous disposez d'ouvrages ou d'articles de référence ou si vous connaissez des sites web de qualité traitant du thème abordé ici, merci de compléter l'article en donnant les références utiles à sa vérifiabilité et en les liant à la section « Notes et références ».
Philippe Alméras, né le 4 janvier 1930 à Nogent-sur-Marne, est un critique littéraire et biographe français, spécialiste notamment de Louis-Ferdinand Céline. 

## Biographie

### Débuts
Il fait ses études secondaires à La Rochefoucauld, rue Saint-Dominique, puis au Collège Stanislas, rue Saint-Placide, à Paris. Après un Bac A (latin, grec, allemand), c’est l'inscription en droit et en lettres. 
En 1954, il effectue son service militaire au sein du 1er régiment d'infanterie coloniale à Versailles. 
Quelques problèmes disciplinaires le propulsent paradoxalement vers le Service de Presse du Ministre de la Défense nationale. 
Ce sont les années de la guerre d’Indochine et le souvenir marquant de la période est l’arrivée sous ses yeux du télétype annonçant la reddition de Dien Bien Phu.
Les troubles d’Algérie et du Maroc enchaînant, il est rappelé sous les drapeaux et envoyé pour le maintien de l’ordre au Maroc (Sidi Bennour et Khemis Zemmamra).
Philippe Alméras est engagé par la suite à United Press, Paris, sous condition de parler anglais. Il part alors apprendre la langue à Dublin.
Philippe Alméras est engagé après quelques mois par le groupe Réalités-Entreprise.
Il crée un service « d'études économiques » chargé d'éditions personnalisées pour les très grandes entreprises (9 rédacteurs, service photo, 25 éditions représentant le quart des ventes de la revue).
En 1960, il est engagé par le groupe Dupuy, pour la nouvelle formule du journal L'Action automobile.
Et en 1963, il écrit son premier livre intitulé Catholiques français, une commande de La Table ronde à l’occasion de Vatican II.
En 1964, Philippe Alméras part pour un séjour de trois mois en Algérie pour se documenter en vue d'une « Prospective algérienne » pour La Table ronde. Le projet s’avère irréalisable.

### Célinien
Entre les années 1965 et 1969, c’est l'intégration à l'Université de Californie à Santa Barbara dans un programme de Ph.D., (doctorat) en littérature et linguistique. Son sujet de thèse est « Les Idées de Céline », un auteur qu'Alméras connaissait alors très mal. Il s'agissait d'étudier le changement idéologique, consensuellement admis à cette époque, entre le Céline de Mort à crédit, « de gauche », et celui de Bagatelles pour un massacre.
Cette étude portait sur un champ restreint mais elle se compliqua par suite de l'apport de documents inédits (lettres à Lucien Combelle et à d'autres) par Dominique de Roux, éditeur des Cahiers de l'Herne sur Céline (1963-1965).
À la suite de la disparition du chef de département qui avait choisi le sujet (Pierre Delattre), le jury, estimant que cette thèse qui prouvait une continuité idéologique « revenait à faire de la propagande pour les idées de Céline », se disperse sans approuver ni repousser le travail.
Cependant le doctorant Philippe Alméras a déjà été engagé par l'Université du Colorado à Boulder comme professeur de Littérature française du XXe siècle.
Mais comme il n'a pas de doctorat complet, son poste et son droit à la résidence sont bientôt remis en question. Alméras obtient néanmoins des régents de l'Université de Californie la faveur de rédiger une seconde thèse sur Céline, à condition que cette fois toutes références aux idées en seraient exclues.
La parution en 1972 dans Le Monde d’une enquête sur la crise des langues - et du français spécialement - aux États-Unis provoque l’offre d’un château classé, en  Normandie, pour l’installation d'un "Centre d'études franco-américain" (CEFA), un centre universitaire ayant un pied dans chaque pays.
En 1974, c’est l’installation provisoire en France pour le lancement de ce Centre, le temps pour Philippe Alméras de publier le travail sur les idées de Céline, refusé par toutes les presses universitaires américaines approchées.
En octobre 1976, il cofonde la Société d'études céliniennes, dont il devient le premier président[Jusqu'à quand ?].
Enfin, en 1987, c’est la soutenance sur publication, à Paris VII, des Idées de Céline BLFC[Quoi ?], ce qui est une manière de contourner les interdictions et refus de publication, d'un sujet qui, en France, est vu comme un geste d'agression envers Céline. 
Il y a eu depuis deux rééditions de cet ouvrage, dont la dernière chez Berg International est sans doute définitive. La publication par le même éditeur des Lettres des années noires (correspondance de Céline à Je suis partout et à Bonny) fait l'objet d'une demande en référé de suppression.

### Autres
En 1999, il signe pour s'opposer à la guerre en Serbie la pétition « Les Européens veulent la paix », initiée par le collectif Non à la guerre.

## Ouvrages
Ont suivi de nombreuses autres publications : 
- 1994 : Céline, entre haines et passions, biographie basée sur la correspondance de Céline, chez Robert Laffont.
- 1995 : chez le même éditeur, Un Français nommé Pétain, biographie du Maréchal
- 1999 : Retours sur le siècle, Les Cahiers de Jalle, Boston.
- 2000 : Je suis le bouc, Céline et l'antisémitisme, Denoël.
- 2001 : De Gaulle à Londres, d'après les archives britanniques sur la France libre. Dualpha.

La même année, il publie Journal noir de l'Algérie indépendante, notes de travail pour "la prospective algérienne" (datant de 1964), Dualpha.
- 2002 : Vichy, Londres, Paris, commande d'un éditeur sur le passage d'un régime à l'autre de toute une génération et dont la publication a paru inopportune.
- 2004 : Dictionnaire Céline, Plon
- 2007 : Dictionnaire Montherlant, publication interrompue à quinze jours de sa sortie en librairie en raison d'un "droit moral" invoqué par l'ayant droit.
- 2008: Sur Céline,éditions de Paris.
- 2009 : Montherlant, une vie en double. éditions Via Romana, Versailles,  (ISBN 978-2-916727-51-6).